# Kvalserien till Elitserien i ishockey 2010
Kvalserien till Elitserien i ishockey 2010 startade den 21 mars och slutade den 11 april 2010. Den bestod av sex lag och spelades som en serie på 10 omgångar där varje lag möttes en gång hemma och en gång borta. Serien bestod av de två sämst placerade lagen i Elitserien 2009/2010, de tre bäst placerade lagen i Hockeyallsvenskan 2009/2010, samt det vinnande laget från Hockeyallsvenskans playoff 2. 

## Kvalificerade lag
Från Elitserien (lag 11-12):

- Södertälje SK
- Rögle BK

Från Hockeyallsvenskan (lag 1-3):
- Leksands IF
- AIK
- Växjö Lakers

Från Playoff 2:
- Almtuna IS

## Tabell
| Nr | Lag             | S  | V | ÖV | ÖF | F | GM | IM | MS  | P  |
| -- | --------------- | -- | - | -- | -- | - | -- | -- | --- | -- |
| 1  | Södertälje SK   | 10 | 5 | 1  | 4  | 0 | 34 | 28 | +6  | 21 |
| 2  | AIK             | 10 | 5 | 1  | 1  | 3 | 29 | 24 | +5  | 18 |
| 3  | Rögle BK        | 10 | 3 | 3  | 1  | 3 | 31 | 26 | +5  | 16 |
| 4  | Leksands IF     | 10 | 4 | 2  | 0  | 4 | 25 | 24 | +1  | 16 |
| 5  | Almtuna IS      | 10 | 3 | 1  | 2  | 4 | 23 | 23 | 0   | 13 |
| 6  | Växjö Lakers HC | 10 | 1 | 1  | 1  | 7 | 29 | 46 | −17 | 6  |

## Matcher
Omgång 1
|       | 21 mars 2010 | Almtuna IS                                                                                      | 4–2             | Leksands IF                                    | Gränbyhallen                                                 |                                                              |
| 16:00 | 16:00        | (1–1, 2–0, 1–1)                                                                                 | (1–1, 2–0, 1–1) | (1–1, 2–0, 1–1)                                | Uppsala Publik: 2 805 Domare: Mikael Lindqvist David Bergman | Uppsala Publik: 2 805 Domare: Mikael Lindqvist David Bergman |
| 16:00 | 16:00        | Joachim Gellerstedt (03:20) Johan Berggren (27:40) Kim Karlsson (31:45) Carl Gustafsson (57:08) | Mål             | (50:44) Eric Johansson (50:44) Antti Hulkkonen | Uppsala Publik: 2 805 Domare: Mikael Lindqvist David Bergman | Uppsala Publik: 2 805 Domare: Mikael Lindqvist David Bergman |
| 16:00 | 16:00        |                                                                                                 |                 |                                                | Uppsala Publik: 2 805 Domare: Mikael Lindqvist David Bergman | Uppsala Publik: 2 805 Domare: Mikael Lindqvist David Bergman |
| 16:00 | 16:00        |                                                                                                 |                 |                                                | Uppsala Publik: 2 805 Domare: Mikael Lindqvist David Bergman | Uppsala Publik: 2 805 Domare: Mikael Lindqvist David Bergman |
| 16:00 | 16:00        |                                                                                                 |                 |                                                | Uppsala Publik: 2 805 Domare: Mikael Lindqvist David Bergman | Uppsala Publik: 2 805 Domare: Mikael Lindqvist David Bergman |
| 16:00 | 16:00        |                                                                                                 |                 |                                                | Uppsala Publik: 2 805 Domare: Mikael Lindqvist David Bergman | Uppsala Publik: 2 805 Domare: Mikael Lindqvist David Bergman |

|       | 21 mars 2010 | Södertälje SK                              | 2–0             | Rögle BK        | AXA Sports Center                                              |                                                                |
| 16:00 | 16:00        | (0–0, 1–0, 1–0)                            | (0–0, 1–0, 1–0) | (0–0, 1–0, 1–0) | Södertälje Publik: 4 334 Domare: Marcus Vinnerborg Mikael Nord | Södertälje Publik: 4 334 Domare: Marcus Vinnerborg Mikael Nord |
| 16:00 | 16:00        | Linus Videll (33:37) Yanick Lehoux (52:20) | Mål             |                 | Södertälje Publik: 4 334 Domare: Marcus Vinnerborg Mikael Nord | Södertälje Publik: 4 334 Domare: Marcus Vinnerborg Mikael Nord |
| 16:00 | 16:00        |                                            |                 |                 | Södertälje Publik: 4 334 Domare: Marcus Vinnerborg Mikael Nord | Södertälje Publik: 4 334 Domare: Marcus Vinnerborg Mikael Nord |
| 16:00 | 16:00        |                                            |                 |                 | Södertälje Publik: 4 334 Domare: Marcus Vinnerborg Mikael Nord | Södertälje Publik: 4 334 Domare: Marcus Vinnerborg Mikael Nord |
| 16:00 | 16:00        |                                            |                 |                 | Södertälje Publik: 4 334 Domare: Marcus Vinnerborg Mikael Nord | Södertälje Publik: 4 334 Domare: Marcus Vinnerborg Mikael Nord |
| 16:00 | 16:00        |                                            |                 |                 | Södertälje Publik: 4 334 Domare: Marcus Vinnerborg Mikael Nord | Södertälje Publik: 4 334 Domare: Marcus Vinnerborg Mikael Nord |

|       | 21 mars 2010 | Växjö Lakers | 5–6             | AIK | Växjö Ishall                                             |                                                          |
| 16:00 | 16:00        | (2–2, 1–1, 2–3) | (2–2, 1–1, 2–3) | (2–2, 1–1, 2–3) | Växjö Publik: 3 096 Domare: Mikael Sjöqvist Tobias Björk | Växjö Publik: 3 096 Domare: Mikael Sjöqvist Tobias Björk |
| 16:00 | 16:00        | Christoffer Persson (09:32) Anton Hedman (12:01) Johan Andersson (36:08) Peter Tsimikalis (43:40) Josh MacNevin (56:18) | Mål             | (08:44) Johan Ryno (14:39) Henrik Eriksson (24:15) Richard Gynge (49:21) Mattias Beck (52:08) Victor Ahlström (58:46) Henrik Eriksson | Växjö Publik: 3 096 Domare: Mikael Sjöqvist Tobias Björk | Växjö Publik: 3 096 Domare: Mikael Sjöqvist Tobias Björk |
| 16:00 | 16:00        | |                 | | Växjö Publik: 3 096 Domare: Mikael Sjöqvist Tobias Björk | Växjö Publik: 3 096 Domare: Mikael Sjöqvist Tobias Björk |
| 16:00 | 16:00        | |                 | | Växjö Publik: 3 096 Domare: Mikael Sjöqvist Tobias Björk | Växjö Publik: 3 096 Domare: Mikael Sjöqvist Tobias Björk |
| 16:00 | 16:00        | |                 | | Växjö Publik: 3 096 Domare: Mikael Sjöqvist Tobias Björk | Växjö Publik: 3 096 Domare: Mikael Sjöqvist Tobias Björk |
| 16:00 | 16:00        | |                 | | Växjö Publik: 3 096 Domare: Mikael Sjöqvist Tobias Björk | Växjö Publik: 3 096 Domare: Mikael Sjöqvist Tobias Björk |

Omgång 2
|       | 23 mars 2010 | AIK                                                           | 3–4             | Södertälje SK                                                                | Hovet                                                           |                                                                 |
| 19:00 | 19:00        | (1–2, 2–1, 0–1)                                               | (1–2, 2–1, 0–1) | (1–2, 2–1, 0–1)                                                              | Stockholm Publik: 5 413 Domare: Thomas Forsström Wolmer Edqvist | Stockholm Publik: 5 413 Domare: Thomas Forsström Wolmer Edqvist |
| 19:00 | 19:00        | J. Westerling (18:02) C. Sandberg (25:51) O. Ahlström (37:23) | Mål             | (09:08) Y. Lehoux (13:01) J. Almtorp (29:25) P. Pakaslahti (59:05) Y. Lehoux | Stockholm Publik: 5 413 Domare: Thomas Forsström Wolmer Edqvist | Stockholm Publik: 5 413 Domare: Thomas Forsström Wolmer Edqvist |
| 19:00 | 19:00        |                                                               |                 |                                                                              | Stockholm Publik: 5 413 Domare: Thomas Forsström Wolmer Edqvist | Stockholm Publik: 5 413 Domare: Thomas Forsström Wolmer Edqvist |
| 19:00 | 19:00        |                                                               |                 |                                                                              | Stockholm Publik: 5 413 Domare: Thomas Forsström Wolmer Edqvist | Stockholm Publik: 5 413 Domare: Thomas Forsström Wolmer Edqvist |
| 19:00 | 19:00        |                                                               |                 |                                                                              | Stockholm Publik: 5 413 Domare: Thomas Forsström Wolmer Edqvist | Stockholm Publik: 5 413 Domare: Thomas Forsström Wolmer Edqvist |
| 19:00 | 19:00        |                                                               |                 |                                                                              | Stockholm Publik: 5 413 Domare: Thomas Forsström Wolmer Edqvist | Stockholm Publik: 5 413 Domare: Thomas Forsström Wolmer Edqvist |

|       | 23 mars 2010 | Leksands IF                                                                  | 4–1             | Växjö Lakers       | Ejendals Arena                                             |                                                            |
| 19:00 | 19:00        | (2–1, 0–0, 2–0)                                                              | (2–1, 0–0, 2–0) | (2–1, 0–0, 2–0)    | Leksand Publik: 6 162 Domare: Niclas Johansson Mikael Nord | Leksand Publik: 6 162 Domare: Niclas Johansson Mikael Nord |
| 19:00 | 19:00        | P. Prestberg (03:52) T. Kollar (07:15) P. Prestberg (45:23) T. Virta (59:08) | Mål             | (09:41) S. Saviano | Leksand Publik: 6 162 Domare: Niclas Johansson Mikael Nord | Leksand Publik: 6 162 Domare: Niclas Johansson Mikael Nord |
| 19:00 | 19:00        |                                                                              |                 |                    | Leksand Publik: 6 162 Domare: Niclas Johansson Mikael Nord | Leksand Publik: 6 162 Domare: Niclas Johansson Mikael Nord |
| 19:00 | 19:00        |                                                                              |                 |                    | Leksand Publik: 6 162 Domare: Niclas Johansson Mikael Nord | Leksand Publik: 6 162 Domare: Niclas Johansson Mikael Nord |
| 19:00 | 19:00        |                                                                              |                 |                    | Leksand Publik: 6 162 Domare: Niclas Johansson Mikael Nord | Leksand Publik: 6 162 Domare: Niclas Johansson Mikael Nord |
| 19:00 | 19:00        |                                                                              |                 |                    | Leksand Publik: 6 162 Domare: Niclas Johansson Mikael Nord | Leksand Publik: 6 162 Domare: Niclas Johansson Mikael Nord |

|       | 23 mars 2010 | Rögle BK                                               | 3–2 (e.str.)              | Almtuna IS                        | Lindab Arena                                                     |                                                                  |
| 19:00 | 19:00        | (1–1, 0–1, 1–0, 0–0, 1–0)                              | (1–1, 0–1, 1–0, 0–0, 1–0) | (1–1, 0–1, 1–0, 0–0, 1–0)         | Ängelholm Publik: 4 023 Domare: Thomas Andersson Niklas Lovefall | Ängelholm Publik: 4 023 Domare: Thomas Andersson Niklas Lovefall |
| 19:00 | 19:00        | R. Abid (05:16) E. Beaudoin (57:50) J. Johansson (GWS) | Mål                       | (16:04) R. Kimby (36:36) J. Kraft | Ängelholm Publik: 4 023 Domare: Thomas Andersson Niklas Lovefall | Ängelholm Publik: 4 023 Domare: Thomas Andersson Niklas Lovefall |
| 19:00 | 19:00        |                                                        |                           |                                   | Ängelholm Publik: 4 023 Domare: Thomas Andersson Niklas Lovefall | Ängelholm Publik: 4 023 Domare: Thomas Andersson Niklas Lovefall |
| 19:00 | 19:00        |                                                        |                           |                                   | Ängelholm Publik: 4 023 Domare: Thomas Andersson Niklas Lovefall | Ängelholm Publik: 4 023 Domare: Thomas Andersson Niklas Lovefall |
| 19:00 | 19:00        |                                                        |                           |                                   | Ängelholm Publik: 4 023 Domare: Thomas Andersson Niklas Lovefall | Ängelholm Publik: 4 023 Domare: Thomas Andersson Niklas Lovefall |
| 19:00 | 19:00        |                                                        |                           |                                   | Ängelholm Publik: 4 023 Domare: Thomas Andersson Niklas Lovefall | Ängelholm Publik: 4 023 Domare: Thomas Andersson Niklas Lovefall |

Omgång 3
|       | 25 mars 2010 | AIK                                                  | 2–3 (e.fl.)           | Rögle BK                                               | Hovet                                                            |                                                                  |
| 19:00 | 19:00        | (0–0 , 1–1, 1–1, 0–1)                                | (0–0 , 1–1, 1–1, 0–1) | (0–0 , 1–1, 1–1, 0–1)                                  | Stockholm Publik: 3 847 Domare: Niclas Johansson Niklas Lovefall | Stockholm Publik: 3 847 Domare: Niclas Johansson Niklas Lovefall |
| 19:00 | 19:00        |                                                      |                       |                                                        | Stockholm Publik: 3 847 Domare: Niclas Johansson Niklas Lovefall | Stockholm Publik: 3 847 Domare: Niclas Johansson Niklas Lovefall |
| 19:00 | 19:00        |                                                      |                       |                                                        | Stockholm Publik: 3 847 Domare: Niclas Johansson Niklas Lovefall | Stockholm Publik: 3 847 Domare: Niclas Johansson Niklas Lovefall |
| 19:00 | 19:00        | (7:58) 1–1 89. L Lawson (86. Ahlström, 68. Ahlström) | Period 2              | (3:40) 0–1 11. M Sjögren (23. Hjalmarsson, 15. Graňák) | Stockholm Publik: 3 847 Domare: Niclas Johansson Niklas Lovefall | Stockholm Publik: 3 847 Domare: Niclas Johansson Niklas Lovefall |
| 19:00 | 19:00        | (6:17) 2–1 23. J Liwing                              | Period 3              | (12:28) 2–2 24. J Colliton                             | Stockholm Publik: 3 847 Domare: Niclas Johansson Niklas Lovefall | Stockholm Publik: 3 847 Domare: Niclas Johansson Niklas Lovefall |
| 19:00 | 19:00        |                                                      | Övertid 1             | (3:19) 2–3 34. D Rahimi (23. Hjalmarsson)              | Stockholm Publik: 3 847 Domare: Niclas Johansson Niklas Lovefall | Stockholm Publik: 3 847 Domare: Niclas Johansson Niklas Lovefall |

|       | 25 mars 2010 | Södertälje SK                                   | 3–2             | Leksands IF                                               | AXA Sports Center                                              |                                                                |
| 19:00 | 19:00        | (1–1, 1–1, 1–0)                                 | (1–1, 1–1, 1–0) | (1–1, 1–1, 1–0)                                           | Södertälje Publik: 5 976 Domare: Sören Persson Mikael Sjöqvist | Södertälje Publik: 5 976 Domare: Sören Persson Mikael Sjöqvist |
| 19:00 | 19:00        |                                                 |                 |                                                           | Södertälje Publik: 5 976 Domare: Sören Persson Mikael Sjöqvist | Södertälje Publik: 5 976 Domare: Sören Persson Mikael Sjöqvist |
| 19:00 | 19:00        | (10:06) 33. J Jacobsen (41. Gråhns, 16. Hallin) | Period 1        | (17:36) 3. O Ekman-Larsson (10. Prestberg, 28. Kollar)    | Södertälje Publik: 5 976 Domare: Sören Persson Mikael Sjöqvist | Södertälje Publik: 5 976 Domare: Sören Persson Mikael Sjöqvist |
| 19:00 | 19:00        | (12:30) 18. L Videll (42. Olsson, 22. Bemström) | Period 2        | (9:28) 39. D Hermansson (3. Ekman-Larsson, 21. Johansson) | Södertälje Publik: 5 976 Domare: Sören Persson Mikael Sjöqvist | Södertälje Publik: 5 976 Domare: Sören Persson Mikael Sjöqvist |
| 19:00 | 19:00        | (2:55) 10. J Almtorp (18. Videll)               | Period 3        |                                                           | Södertälje Publik: 5 976 Domare: Sören Persson Mikael Sjöqvist | Södertälje Publik: 5 976 Domare: Sören Persson Mikael Sjöqvist |
| 19:00 | 19:00        |                                                 |                 |                                                           | Södertälje Publik: 5 976 Domare: Sören Persson Mikael Sjöqvist | Södertälje Publik: 5 976 Domare: Sören Persson Mikael Sjöqvist |

|       | 25 mars 2010 | Växjö Lakers                                           | 2–3 (e.str.)              | Almtuna IS                             | Växjö Ishall                                          |                                                       |
| 19:00 | 19:00        | (0–1, 1–0, 1–1, 0–0, 0–1)                              | (0–1, 1–0, 1–1, 0–0, 0–1) | (0–1, 1–0, 1–1, 0–0, 0–1)              | Växjö Publik: 2 495 Domare: David Bergman Mikael Nord | Växjö Publik: 2 495 Domare: David Bergman Mikael Nord |
| 19:00 | 19:00        |                                                        |                           |                                        | Växjö Publik: 2 495 Domare: David Bergman Mikael Nord | Växjö Publik: 2 495 Domare: David Bergman Mikael Nord |
| 19:00 | 19:00        |                                                        | Period 1                  | (12:37) 20. J Jonsson (9. Eriksson)    | Växjö Publik: 2 495 Domare: David Bergman Mikael Nord | Växjö Publik: 2 495 Domare: David Bergman Mikael Nord |
| 19:00 | 19:00        | (1:33) 16. N Burström (21. Rosén, 22. Åhsberg)         | Period 2                  |                                        | Växjö Publik: 2 495 Domare: David Bergman Mikael Nord | Växjö Publik: 2 495 Domare: David Bergman Mikael Nord |
| 19:00 | 19:00        | (15:14) 33. C Liljewall (81. Tsimikalis, 16. Burström) | Period 3                  | (11:35) 9. S Eriksson (28. Gustafsson) | Växjö Publik: 2 495 Domare: David Bergman Mikael Nord | Växjö Publik: 2 495 Domare: David Bergman Mikael Nord |
| 19:00 | 19:00        |                                                        | Straffar                  | 10. F Vestberg                         | Växjö Publik: 2 495 Domare: David Bergman Mikael Nord | Växjö Publik: 2 495 Domare: David Bergman Mikael Nord |

Omgång 4
|       | 27 mars 2010 | Almtuna IS    | 1–3           | Södertälje SK                                         | Gränbyhallen                                               |                                                            |
| 16:00 | 16:00        | (1–0,0–1,0–2) | (1–0,0–1,0–2) | (1–0,0–1,0–2)                                         | Uppsala Publik: 2 916 Domare: Thomas Forsström Mikael Nord | Uppsala Publik: 2 916 Domare: Thomas Forsström Mikael Nord |
| 16:00 | 16:00        | R.Kimby 15:54 | Mål           | (26:38) T.Jaakola (54:27) T.Jaakola (59:47) J.Almtorp | Uppsala Publik: 2 916 Domare: Thomas Forsström Mikael Nord | Uppsala Publik: 2 916 Domare: Thomas Forsström Mikael Nord |
| 16:00 | 16:00        |               |               |                                                       | Uppsala Publik: 2 916 Domare: Thomas Forsström Mikael Nord | Uppsala Publik: 2 916 Domare: Thomas Forsström Mikael Nord |
| 16:00 | 16:00        |               |               |                                                       | Uppsala Publik: 2 916 Domare: Thomas Forsström Mikael Nord | Uppsala Publik: 2 916 Domare: Thomas Forsström Mikael Nord |
| 16:00 | 16:00        |               |               |                                                       | Uppsala Publik: 2 916 Domare: Thomas Forsström Mikael Nord | Uppsala Publik: 2 916 Domare: Thomas Forsström Mikael Nord |
| 16:00 | 16:00        |               |               |                                                       | Uppsala Publik: 2 916 Domare: Thomas Forsström Mikael Nord | Uppsala Publik: 2 916 Domare: Thomas Forsström Mikael Nord |

|       | 27 mars 2010 | Leksands IF                         | 2–1           | AIK              | Ejendals Arena                                                |                                                               |
| 16:00 | 16:00        | (0–0,2–1,0–0)                       | (0–0,2–1,0–0) | (0–0,2–1,0–0)    | Leksand Publik: 7 650 Domare: Thomas Andersson Patrik Sjöberg | Leksand Publik: 7 650 Domare: Thomas Andersson Patrik Sjöberg |
| 16:00 | 16:00        | P.Prestberg (35:03) J.Ollas (38:20) | Mål           | (24:55) L.Lawson | Leksand Publik: 7 650 Domare: Thomas Andersson Patrik Sjöberg | Leksand Publik: 7 650 Domare: Thomas Andersson Patrik Sjöberg |
| 16:00 | 16:00        |                                     |               |                  | Leksand Publik: 7 650 Domare: Thomas Andersson Patrik Sjöberg | Leksand Publik: 7 650 Domare: Thomas Andersson Patrik Sjöberg |
| 16:00 | 16:00        |                                     |               |                  | Leksand Publik: 7 650 Domare: Thomas Andersson Patrik Sjöberg | Leksand Publik: 7 650 Domare: Thomas Andersson Patrik Sjöberg |
| 16:00 | 16:00        |                                     |               |                  | Leksand Publik: 7 650 Domare: Thomas Andersson Patrik Sjöberg | Leksand Publik: 7 650 Domare: Thomas Andersson Patrik Sjöberg |
| 16:00 | 16:00        |                                     |               |                  | Leksand Publik: 7 650 Domare: Thomas Andersson Patrik Sjöberg | Leksand Publik: 7 650 Domare: Thomas Andersson Patrik Sjöberg |

|       | 27 mars 2010 | Rögle BK                                                                                | 5–2           | Växjö Lakers                       | Lindab Arena                                                 |                                                              |
| 16:00 | 16:00        | (0–0,4–2,1–0)                                                                           | (0–0,4–2,1–0) | (0–0,4–2,1–0)                      | Ängelholm Publik: 4 218 Domare: Ulf Rådbjer Mikael Lindqvist | Ängelholm Publik: 4 218 Domare: Ulf Rådbjer Mikael Lindqvist |
| 16:00 | 16:00        | E.Beaudoin (21:42) S.Hjalmarsson (22:37) M.Kempe (28:07) R.Abid (38:08) M.Kempe (48:45) | Mål           | (25:48) S.Saviano (29:27) A.Hedman | Ängelholm Publik: 4 218 Domare: Ulf Rådbjer Mikael Lindqvist | Ängelholm Publik: 4 218 Domare: Ulf Rådbjer Mikael Lindqvist |
| 16:00 | 16:00        |                                                                                         |               |                                    | Ängelholm Publik: 4 218 Domare: Ulf Rådbjer Mikael Lindqvist | Ängelholm Publik: 4 218 Domare: Ulf Rådbjer Mikael Lindqvist |
| 16:00 | 16:00        |                                                                                         |               |                                    | Ängelholm Publik: 4 218 Domare: Ulf Rådbjer Mikael Lindqvist | Ängelholm Publik: 4 218 Domare: Ulf Rådbjer Mikael Lindqvist |
| 16:00 | 16:00        |                                                                                         |               |                                    | Ängelholm Publik: 4 218 Domare: Ulf Rådbjer Mikael Lindqvist | Ängelholm Publik: 4 218 Domare: Ulf Rådbjer Mikael Lindqvist |
| 16:00 | 16:00        |                                                                                         |               |                                    | Ängelholm Publik: 4 218 Domare: Ulf Rådbjer Mikael Lindqvist | Ängelholm Publik: 4 218 Domare: Ulf Rådbjer Mikael Lindqvist |

Omgång 5
|       | 29 mars 2010 | AIK                                                               | 4–1             | Almtuna IS         | Hovet                                                          |                                                                |
| 19:00 | 19:00        | (2–0, 1–0, 1–1)                                                   | (2–0, 1–0, 1–1) | (2–0, 1–0, 1–1)    | Stockholm Publik: 2 573 Domare: Wolmer Edqvist Mikael Sjöqvist | Stockholm Publik: 2 573 Domare: Wolmer Edqvist Mikael Sjöqvist |
| 19:00 | 19:00        | D.Tärnström (02:41) D.Bång (17:12) D.Bång (30:00) R.Gynge (45:07) | Mål             | (58:04) A.Paulsson | Stockholm Publik: 2 573 Domare: Wolmer Edqvist Mikael Sjöqvist | Stockholm Publik: 2 573 Domare: Wolmer Edqvist Mikael Sjöqvist |
| 19:00 | 19:00        |                                                                   |                 |                    | Stockholm Publik: 2 573 Domare: Wolmer Edqvist Mikael Sjöqvist | Stockholm Publik: 2 573 Domare: Wolmer Edqvist Mikael Sjöqvist |
| 19:00 | 19:00        |                                                                   |                 |                    | Stockholm Publik: 2 573 Domare: Wolmer Edqvist Mikael Sjöqvist | Stockholm Publik: 2 573 Domare: Wolmer Edqvist Mikael Sjöqvist |
| 19:00 | 19:00        |                                                                   |                 |                    | Stockholm Publik: 2 573 Domare: Wolmer Edqvist Mikael Sjöqvist | Stockholm Publik: 2 573 Domare: Wolmer Edqvist Mikael Sjöqvist |
| 19:00 | 19:00        |                                                                   |                 |                    | Stockholm Publik: 2 573 Domare: Wolmer Edqvist Mikael Sjöqvist | Stockholm Publik: 2 573 Domare: Wolmer Edqvist Mikael Sjöqvist |

|       | 29 mars 2010 | Leksands IF                                            | 3–4             | Rögle BK                                                              | Ejendals Arena                                                  |                                                                 |
| 19:00 | 19:00        | (1–3, 1–1, 1–0)                                        | (1–3, 1–1, 1–0) | (1–3, 1–1, 1–0)                                                       | Leksand Publik: 7 650 Domare: Morgan Johansson Niclas Johansson | Leksand Publik: 7 650 Domare: Morgan Johansson Niclas Johansson |
| 19:00 | 19:00        | D.Hermansson (06:05) T.Virta (25:15) J.Pesonen (57:15) | Mål             | (05:17) J.Colliton (14:24) M.Porseland (18:08) R.Abid (25:42) M.Kempe | Leksand Publik: 7 650 Domare: Morgan Johansson Niclas Johansson | Leksand Publik: 7 650 Domare: Morgan Johansson Niclas Johansson |
| 19:00 | 19:00        |                                                        |                 |                                                                       | Leksand Publik: 7 650 Domare: Morgan Johansson Niclas Johansson | Leksand Publik: 7 650 Domare: Morgan Johansson Niclas Johansson |
| 19:00 | 19:00        |                                                        |                 |                                                                       | Leksand Publik: 7 650 Domare: Morgan Johansson Niclas Johansson | Leksand Publik: 7 650 Domare: Morgan Johansson Niclas Johansson |
| 19:00 | 19:00        |                                                        |                 |                                                                       | Leksand Publik: 7 650 Domare: Morgan Johansson Niclas Johansson | Leksand Publik: 7 650 Domare: Morgan Johansson Niclas Johansson |
| 19:00 | 19:00        |                                                        |                 |                                                                       | Leksand Publik: 7 650 Domare: Morgan Johansson Niclas Johansson | Leksand Publik: 7 650 Domare: Morgan Johansson Niclas Johansson |

|       | 29 mars 2010 | Södertälje SK | 7–4             | Växjö Lakers                                                              | AXA Sports Center                                            |                                                              |
| 19:00 | 19:00        | (0–0, 2–2, 5–2) | (0–0, 2–2, 5–2) | (0–0, 2–2, 5–2)                                                           | Södertälje Publik: 3 679 Domare: Tobias Björk Patrik Sjöberg | Södertälje Publik: 3 679 Domare: Tobias Björk Patrik Sjöberg |
| 19:00 | 19:00        | L.Videll (26:25) J.Almtorp (36:25) Y.Lehoux (46:15) J.Bicek (49:38) F.Andersson (51:18) B.Gregorc (51:42) L.Videll (57:18) | Mål             | (32:27) D.Åhsberg (34:09) N.Burström (45:08) A.Hedman (47:43) E.Josefsson | Södertälje Publik: 3 679 Domare: Tobias Björk Patrik Sjöberg | Södertälje Publik: 3 679 Domare: Tobias Björk Patrik Sjöberg |
| 19:00 | 19:00        | |                 |                                                                           | Södertälje Publik: 3 679 Domare: Tobias Björk Patrik Sjöberg | Södertälje Publik: 3 679 Domare: Tobias Björk Patrik Sjöberg |
| 19:00 | 19:00        | |                 |                                                                           | Södertälje Publik: 3 679 Domare: Tobias Björk Patrik Sjöberg | Södertälje Publik: 3 679 Domare: Tobias Björk Patrik Sjöberg |
| 19:00 | 19:00        | |                 |                                                                           | Södertälje Publik: 3 679 Domare: Tobias Björk Patrik Sjöberg | Södertälje Publik: 3 679 Domare: Tobias Björk Patrik Sjöberg |
| 19:00 | 19:00        | |                 |                                                                           | Södertälje Publik: 3 679 Domare: Tobias Björk Patrik Sjöberg | Södertälje Publik: 3 679 Domare: Tobias Björk Patrik Sjöberg |

Omgång 6
|       | 2 april 2010 | Almtuna IS                                   | 1–2           | AIK                                                                                     | Gränbyhallen                                              |                                                           |
| 16:00 | 16:00        | (1–1,0–0,0–1)                                | (1–1,0–0,0–1) | (1–1,0–0,0–1)                                                                           | Uppsala Publik: 2 648 Domare: Patrik Sjöberg, Mikael Nord | Uppsala Publik: 2 648 Domare: Patrik Sjöberg, Mikael Nord |
| 16:00 | 16:00        | A. Paulsson (Jimmie Kraft, J. Kraft) (04:49) | Mål           | (12:55) S. Johansson (P. Bergström, D. Engblom) (48:37) R. Gynge (C. Sandberg, D. Bång) | Uppsala Publik: 2 648 Domare: Patrik Sjöberg, Mikael Nord | Uppsala Publik: 2 648 Domare: Patrik Sjöberg, Mikael Nord |
| 16:00 | 16:00        |                                              |               |                                                                                         | Uppsala Publik: 2 648 Domare: Patrik Sjöberg, Mikael Nord | Uppsala Publik: 2 648 Domare: Patrik Sjöberg, Mikael Nord |
| 16:00 | 16:00        |                                              |               |                                                                                         | Uppsala Publik: 2 648 Domare: Patrik Sjöberg, Mikael Nord | Uppsala Publik: 2 648 Domare: Patrik Sjöberg, Mikael Nord |
| 16:00 | 16:00        |                                              |               |                                                                                         | Uppsala Publik: 2 648 Domare: Patrik Sjöberg, Mikael Nord | Uppsala Publik: 2 648 Domare: Patrik Sjöberg, Mikael Nord |
| 16:00 | 16:00        |                                              |               |                                                                                         | Uppsala Publik: 2 648 Domare: Patrik Sjöberg, Mikael Nord | Uppsala Publik: 2 648 Domare: Patrik Sjöberg, Mikael Nord |

|       | 2 april 2010 | Rögle BK                                     | 1–2 sd            | Leksands IF                                                             | Lindab Arena                                                       |                                                                    |
| 16:00 | 16:00        | (0–0,1–0,0–1,0–1)                            | (0–0,1–0,0–1,0–1) | (0–0,1–0,0–1,0–1)                                                       | Ängelholm Publik: 5 150 Domare: Thomas Andersson, Morgan Johansson | Ängelholm Publik: 5 150 Domare: Thomas Andersson, Morgan Johansson |
| 16:00 | 16:00        | M. Kempe (D. Graňák, S. Hjalmarsson) (38:40) | Mål               | (40:25) P. Prestberg (T. Rhodin, O. E-L) (62:02) J. Pesonen (T. Rhodin) | Ängelholm Publik: 5 150 Domare: Thomas Andersson, Morgan Johansson | Ängelholm Publik: 5 150 Domare: Thomas Andersson, Morgan Johansson |
| 16:00 | 16:00        |                                              |                   |                                                                         | Ängelholm Publik: 5 150 Domare: Thomas Andersson, Morgan Johansson | Ängelholm Publik: 5 150 Domare: Thomas Andersson, Morgan Johansson |
| 16:00 | 16:00        |                                              |                   |                                                                         | Ängelholm Publik: 5 150 Domare: Thomas Andersson, Morgan Johansson | Ängelholm Publik: 5 150 Domare: Thomas Andersson, Morgan Johansson |
| 16:00 | 16:00        |                                              |                   |                                                                         | Ängelholm Publik: 5 150 Domare: Thomas Andersson, Morgan Johansson | Ängelholm Publik: 5 150 Domare: Thomas Andersson, Morgan Johansson |
| 16:00 | 16:00        |                                              |                   |                                                                         | Ängelholm Publik: 5 150 Domare: Thomas Andersson, Morgan Johansson | Ängelholm Publik: 5 150 Domare: Thomas Andersson, Morgan Johansson |

|       | 2 april 2010 | Växjö Lakers | 7–6 sd            | Södertälje SK | Växjö Ishall                                             |                                                          |
| 16:00 | 16:00        | (1–3,2–2,3–1,1–0) | (1–3,2–2,3–1,1–0) | (1–3,2–2,3–1,1–0) | Växjö Publik: 2 502 Domare: David Bergman, Pehr Claesson | Växjö Publik: 2 502 Domare: David Bergman, Pehr Claesson |
| 16:00 | 16:00        | J. Andersson (J. Macnevin, R. Rosén) (08:47) D. Lundbohm (23:06) D. Åhsberg (J. Macnevin) (39:52) J. Macnevin (D. Åhsberg, J. Andersson) (40:43) N. Burström (R. Rosén, J. Augustin) (49:26) G. Hjalmarsson (S. Saviano, E. Lindhagen) (52:40) E. Josefsson (D. Åhsberg, J. Andersson) (61:30) | Mål               | (01:28) Y. Lehoux (L. Videll) (02:25) P. Hallin (P. Yetman, S. Gråhns) (11:37) L. Klasen (P. Pakaslahti, D. Josefsson) (34:42) J. Jacobsen (J. Bicek, F. Andersson) (37:14) J. Bicek (F. Andersson, J. Jacobsen) (50:55) L. Klasen (P. Yetman, R. Carlsson) | Växjö Publik: 2 502 Domare: David Bergman, Pehr Claesson | Växjö Publik: 2 502 Domare: David Bergman, Pehr Claesson |
| 16:00 | 16:00        | |                   | | Växjö Publik: 2 502 Domare: David Bergman, Pehr Claesson | Växjö Publik: 2 502 Domare: David Bergman, Pehr Claesson |
| 16:00 | 16:00        | |                   | | Växjö Publik: 2 502 Domare: David Bergman, Pehr Claesson | Växjö Publik: 2 502 Domare: David Bergman, Pehr Claesson |
| 16:00 | 16:00        | |                   | | Växjö Publik: 2 502 Domare: David Bergman, Pehr Claesson | Växjö Publik: 2 502 Domare: David Bergman, Pehr Claesson |
| 16:00 | 16:00        | |                   | | Växjö Publik: 2 502 Domare: David Bergman, Pehr Claesson | Växjö Publik: 2 502 Domare: David Bergman, Pehr Claesson |

Omgång 7
|       | 4 april 2010 | AIK                                                                | 2–3           | Leksands IF                                                                                     | Hovet                                                          |                                                                |
| 16:00 | 16:00        | (1–1,0–1,1–1)                                                      | (1–1,0–1,1–1) | (1–1,0–1,1–1)                                                                                   | Stockholm Publik: 7 023 Domare: Björn Wettergren, Jimmy Dahmén | Stockholm Publik: 7 023 Domare: Björn Wettergren, Jimmy Dahmén |
| 16:00 | 16:00        | T. Ericsson (06:14) D. Engblom (T. Ericsson, D. Tärnström) (51:18) | Mål           | (08:41) D. Hermansson (31:58) T. Virta (T. Kollar, P. Prestberg) (58:50) J. Pesonen (T. Rhodin) | Stockholm Publik: 7 023 Domare: Björn Wettergren, Jimmy Dahmén | Stockholm Publik: 7 023 Domare: Björn Wettergren, Jimmy Dahmén |
| 16:00 | 16:00        |                                                                    |               |                                                                                                 | Stockholm Publik: 7 023 Domare: Björn Wettergren, Jimmy Dahmén | Stockholm Publik: 7 023 Domare: Björn Wettergren, Jimmy Dahmén |
| 16:00 | 16:00        |                                                                    |               |                                                                                                 | Stockholm Publik: 7 023 Domare: Björn Wettergren, Jimmy Dahmén | Stockholm Publik: 7 023 Domare: Björn Wettergren, Jimmy Dahmén |
| 16:00 | 16:00        |                                                                    |               |                                                                                                 | Stockholm Publik: 7 023 Domare: Björn Wettergren, Jimmy Dahmén | Stockholm Publik: 7 023 Domare: Björn Wettergren, Jimmy Dahmén |
| 16:00 | 16:00        |                                                                    |               |                                                                                                 | Stockholm Publik: 7 023 Domare: Björn Wettergren, Jimmy Dahmén | Stockholm Publik: 7 023 Domare: Björn Wettergren, Jimmy Dahmén |

|       | 4 april 2010 | Södertälje SK | 4–3 sd            | Almtuna IS                                                                                          | AXA Sports Center                                          |                                                            |
| 16:00 | 16:00        | (0–0,1–1,2–2,1–0) | (0–0,1–1,2–2,1–0) | (0–0,1–1,2–2,1–0)                                                                                   | Södertälje Publik: 3 664 Domare: Tobias Björk, Ulf Rådbjer | Södertälje Publik: 3 664 Domare: Tobias Björk, Ulf Rådbjer |
| 16:00 | 16:00        | L. Klasen (D. Josefsson, R. Carlsson) (31:39) L. Klasen (P. Hedin, T. Heed) (51:54) Y. Lehoux (54:58) J. Almtorp (P. Hallin) (63:36) | Mål               | (32:07) K. Karlsson (C. Gustafsson, M. Aaro) (51:34) C. Gustafsson (J. Sjölund) (56:48) F. Sandgren | Södertälje Publik: 3 664 Domare: Tobias Björk, Ulf Rådbjer | Södertälje Publik: 3 664 Domare: Tobias Björk, Ulf Rådbjer |
| 16:00 | 16:00        | |                   | | Södertälje Publik: 3 664 Domare: Tobias Björk, Ulf Rådbjer | Södertälje Publik: 3 664 Domare: Tobias Björk, Ulf Rådbjer |
| 16:00 | 16:00        | |                   | | Södertälje Publik: 3 664 Domare: Tobias Björk, Ulf Rådbjer | Södertälje Publik: 3 664 Domare: Tobias Björk, Ulf Rådbjer |
| 16:00 | 16:00        | |                   | | Södertälje Publik: 3 664 Domare: Tobias Björk, Ulf Rådbjer | Södertälje Publik: 3 664 Domare: Tobias Björk, Ulf Rådbjer |
| 16:00 | 16:00        | |                   | | Södertälje Publik: 3 664 Domare: Tobias Björk, Ulf Rådbjer | Södertälje Publik: 3 664 Domare: Tobias Björk, Ulf Rådbjer |

|       | 4 april 2010 | Växjö Lakers | 3–7           | Rögle BK | Växjö Ishall                                              |                                                           |
| 16:00 | 16:00        | (1–2,1–2,1–3) | (1–2,1–2,1–3) | (1–2,1–2,1–3) | Växjö Publik: 2 954 Domare: Christer Lärking, Mikael Nord | Växjö Publik: 2 954 Domare: Christer Lärking, Mikael Nord |
| 16:00 | 16:00        | J. Andersson (E. Lindhagen, C. Magnusson) (02:32) J. Markusson (J. Macnevin, R. Rosén) (23:41) G. Hjalmarsson (S. Saviano, E. Lindhagen) (49:27) | Mål           | (08:15) S. Hjalmarsson (M. Sjögren) (10:19) E. Beaudoin (J. Colliton) (25:39) S. Hjalmarsson (M. Sjögren, M. Kempe) (27:16) M. Sjögren (41:01) S. Hjalmarsson (D. Glimmenvall, M. Sjögren) (58:38) D. Graňák (59:03) R. Kantor (T. Brithén) | Växjö Publik: 2 954 Domare: Christer Lärking, Mikael Nord | Växjö Publik: 2 954 Domare: Christer Lärking, Mikael Nord |
| 16:00 | 16:00        | |               | | Växjö Publik: 2 954 Domare: Christer Lärking, Mikael Nord | Växjö Publik: 2 954 Domare: Christer Lärking, Mikael Nord |
| 16:00 | 16:00        | |               | | Växjö Publik: 2 954 Domare: Christer Lärking, Mikael Nord | Växjö Publik: 2 954 Domare: Christer Lärking, Mikael Nord |
| 16:00 | 16:00        | |               | | Växjö Publik: 2 954 Domare: Christer Lärking, Mikael Nord | Växjö Publik: 2 954 Domare: Christer Lärking, Mikael Nord |
| 16:00 | 16:00        | |               | | Växjö Publik: 2 954 Domare: Christer Lärking, Mikael Nord | Växjö Publik: 2 954 Domare: Christer Lärking, Mikael Nord |

Omgång 8
|       | 6 april 2010 | Almtuna IS    | 4–0           | Växjö Lakers  | Gränbyhallen          |                       |
| 19:00 | 19:00        | (0–0,2–0,2–0) | (0–0,2–0,2–0) | (0–0,2–0,2–0) | Uppsala Publik: 1 254 | Uppsala Publik: 1 254 |
| 19:00 | 19:00        |               |               |               | Uppsala Publik: 1 254 | Uppsala Publik: 1 254 |
| 19:00 | 19:00        |               |               |               | Uppsala Publik: 1 254 | Uppsala Publik: 1 254 |
| 19:00 | 19:00        |               |               |               | Uppsala Publik: 1 254 | Uppsala Publik: 1 254 |
| 19:00 | 19:00        |               |               |               | Uppsala Publik: 1 254 | Uppsala Publik: 1 254 |
| 19:00 | 19:00        |               |               |               | Uppsala Publik: 1 254 | Uppsala Publik: 1 254 |

|       | 6 april 2010 | Leksands IF       | 3–2 sd            | Södertälje SK     | Ejendals Arena        |                       |
| 19:00 | 19:00        | (1–1,0–0,1–1,1–0) | (1–1,0–0,1–1,1–0) | (1–1,0–0,1–1,1–0) | Leksand Publik: 7 650 | Leksand Publik: 7 650 |
| 19:00 | 19:00        |                   |                   |                   | Leksand Publik: 7 650 | Leksand Publik: 7 650 |
| 19:00 | 19:00        |                   |                   |                   | Leksand Publik: 7 650 | Leksand Publik: 7 650 |
| 19:00 | 19:00        |                   |                   |                   | Leksand Publik: 7 650 | Leksand Publik: 7 650 |
| 19:00 | 19:00        |                   |                   |                   | Leksand Publik: 7 650 | Leksand Publik: 7 650 |
| 19:00 | 19:00        |                   |                   |                   | Leksand Publik: 7 650 | Leksand Publik: 7 650 |

|       | 6 april 2010 | Rögle BK      | 4–5           | AIK           | Lindab Arena            |                         |
| 19:00 | 19:00        | (1–2,3–3,0–0) | (1–2,3–3,0–0) | (1–2,3–3,0–0) | Ängelholm Publik: 4 989 | Ängelholm Publik: 4 989 |
| 19:00 | 19:00        |               |               |               | Ängelholm Publik: 4 989 | Ängelholm Publik: 4 989 |
| 19:00 | 19:00        |               |               |               | Ängelholm Publik: 4 989 | Ängelholm Publik: 4 989 |
| 19:00 | 19:00        |               |               |               | Ängelholm Publik: 4 989 | Ängelholm Publik: 4 989 |
| 19:00 | 19:00        |               |               |               | Ängelholm Publik: 4 989 | Ängelholm Publik: 4 989 |
| 19:00 | 19:00        |               |               |               | Ängelholm Publik: 4 989 | Ängelholm Publik: 4 989 |

Omgång 9
|       | 8 april 2010 | Almtuna IS    | 3–1           | Rögle BK      | Gränbyhallen          |                       |
| 19:00 | 19:00        | (2–0,0–1,1–0) | (2–0,0–1,1–0) | (2–0,0–1,1–0) | Uppsala Publik: 2 126 | Uppsala Publik: 2 126 |
| 19:00 | 19:00        |               |               |               | Uppsala Publik: 2 126 | Uppsala Publik: 2 126 |
| 19:00 | 19:00        |               |               |               | Uppsala Publik: 2 126 | Uppsala Publik: 2 126 |
| 19:00 | 19:00        |               |               |               | Uppsala Publik: 2 126 | Uppsala Publik: 2 126 |
| 19:00 | 19:00        |               |               |               | Uppsala Publik: 2 126 | Uppsala Publik: 2 126 |
| 19:00 | 19:00        |               |               |               | Uppsala Publik: 2 126 | Uppsala Publik: 2 126 |

|       | 8 april 2010 | Södertälje SK     | 1–2 sd            | AIK               | AXA Sports Center        |                          |
| 19:00 | 19:00        | (1–0,0–1,0–0,0–1) | (1–0,0–1,0–0,0–1) | (1–0,0–1,0–0,0–1) | Södertälje Publik: 5 741 | Södertälje Publik: 5 741 |
| 19:00 | 19:00        |                   |                   |                   | Södertälje Publik: 5 741 | Södertälje Publik: 5 741 |
| 19:00 | 19:00        |                   |                   |                   | Södertälje Publik: 5 741 | Södertälje Publik: 5 741 |
| 19:00 | 19:00        |                   |                   |                   | Södertälje Publik: 5 741 | Södertälje Publik: 5 741 |
| 19:00 | 19:00        |                   |                   |                   | Södertälje Publik: 5 741 | Södertälje Publik: 5 741 |
| 19:00 | 19:00        |                   |                   |                   | Södertälje Publik: 5 741 | Södertälje Publik: 5 741 |

|       | 8 april 2010 | Växjö Lakers  | 5–2           | Leksands IF   | Växjö Ishall        |                     |
| 19:00 | 19:00        | (3–0,1–1,1–1) | (3–0,1–1,1–1) | (3–0,1–1,1–1) | Växjö Publik: 2 907 | Växjö Publik: 2 907 |
| 19:00 | 19:00        |               |               |               | Växjö Publik: 2 907 | Växjö Publik: 2 907 |
| 19:00 | 19:00        |               |               |               | Växjö Publik: 2 907 | Växjö Publik: 2 907 |
| 19:00 | 19:00        |               |               |               | Växjö Publik: 2 907 | Växjö Publik: 2 907 |
| 19:00 | 19:00        |               |               |               | Växjö Publik: 2 907 | Växjö Publik: 2 907 |
| 19:00 | 19:00        |               |               |               | Växjö Publik: 2 907 | Växjö Publik: 2 907 |

Omgång 10
|       | 11 april 2010 | AIK           | 2–0           | Växjö Lakers  | Hovet                   |                         |
| 16:00 | 16:00         | (0–0,0–0,2–0) | (0–0,0–0,2–0) | (0–0,0–0,2–0) | Stockholm Publik: 8 079 | Stockholm Publik: 8 079 |
| 16:00 | 16:00         |               |               |               | Stockholm Publik: 8 079 | Stockholm Publik: 8 079 |
| 16:00 | 16:00         |               |               |               | Stockholm Publik: 8 079 | Stockholm Publik: 8 079 |
| 16:00 | 16:00         |               |               |               | Stockholm Publik: 8 079 | Stockholm Publik: 8 079 |
| 16:00 | 16:00         |               |               |               | Stockholm Publik: 8 079 | Stockholm Publik: 8 079 |
| 16:00 | 16:00         |               |               |               | Stockholm Publik: 8 079 | Stockholm Publik: 8 079 |

|       | 11 april 2010 | Leksands IF   | 2–1           | Almtuna IS    | Ejendals Arena        |                       |
| 16:00 | 16:00         | (0–0,1–1,1–0) | (0–0,1–1,1–0) | (0–0,1–1,1–0) | Leksand Publik: 6 353 | Leksand Publik: 6 353 |
| 16:00 | 16:00         |               |               |               | Leksand Publik: 6 353 | Leksand Publik: 6 353 |
| 16:00 | 16:00         |               |               |               | Leksand Publik: 6 353 | Leksand Publik: 6 353 |
| 16:00 | 16:00         |               |               |               | Leksand Publik: 6 353 | Leksand Publik: 6 353 |
| 16:00 | 16:00         |               |               |               | Leksand Publik: 6 353 | Leksand Publik: 6 353 |
| 16:00 | 16:00         |               |               |               | Leksand Publik: 6 353 | Leksand Publik: 6 353 |

|       | 11 april 2010 | Rögle BK              | 3–2 (e.fl.)           | Södertälje SK         | Lindab Arena            |                         |
| 16:00 | 16:00         | (0–0,2–1,0–1,0–0,1–0) | (0–0,2–1,0–1,0–0,1–0) | (0–0,2–1,0–1,0–0,1–0) | Ängelholm Publik: 3 745 | Ängelholm Publik: 3 745 |
| 16:00 | 16:00         |                       |                       |                       | Ängelholm Publik: 3 745 | Ängelholm Publik: 3 745 |
| 16:00 | 16:00         |                       |                       |                       | Ängelholm Publik: 3 745 | Ängelholm Publik: 3 745 |
| 16:00 | 16:00         |                       |                       |                       | Ängelholm Publik: 3 745 | Ängelholm Publik: 3 745 |
| 16:00 | 16:00         |                       |                       |                       | Ängelholm Publik: 3 745 | Ängelholm Publik: 3 745 |
| 16:00 | 16:00         |                       |                       |                       | Ängelholm Publik: 3 745 | Ängelholm Publik: 3 745 |

Matchdata är hämtade från Svenska Ishockeyförbundet.